# Powiat d'Otwock
Pour les articles homonymes, voir Otwock (homonymie).
Le powiat d'Otwock (polonais : powiat ostrowski) est un powiat (district) de la voïvodie de Mazovie, dans le centre-est de la Pologne.
Elle est née le 1er janvier 1999, à la suite des réformes polonaises de gouvernement local passées en 1998. 
Le siège administratif du powiat est la ville d'Otwock qui se trouve à 22 kilomètres au sud-est de Varsovie, capitale de la Pologne. Il y a deux autres villes dans le powiat : Józefów, située à 22 kilomètres au nord-ouest d'Otwock et Karczew à 4 kilomètres au sud d'Otwock. 
Le district couvre une superficie de 615,09 kilomètres carrés. En 2006, sa population totale est de 116 086 habitants, avec une population pour la ville d'Otwock de 43 247 habitants, pour la ville de Józefów de 18 353 habitants, pour la ville de Karczew de 10 396 habitants  et une population rurale de 44 090 habitants.

## Powiaty voisins
Le Powiat d'Otwock est bordé des powiaty de: 
- Mińsk à l'est
- Garwolin au sud-est
- Grójec au sud-ouest
- Piaseczno et la ville de Varsovie à l'ouest

## Division administrative

Position des gminy dans le powiat

Le powiat est divisé en 8 gminy (communes) :
- Communes urbaines : 
  - Józefów
  - Otwock

- Commune mixte : 
  - Karczew

- Communes rurales : 
  - Celestynów
  - Kołbiel
  - Osieck
  - Sobienie-Jeziory
  - Wiązowna

| Gmina                  | Type         | Superficie (km²) | Population (2006) | Siège            |
| Otwock                 | urbain       | 47,3             | 43 247            |                  |
| Józefów                | urbain       | 23,9             | 18 353            |                  |
| Gmina Karczew          | urbain-rural | 81,5             | 15 919            | Karczew          |
| Gmina Celestynów       | rural        | 88,9             | 11 032            | Celestynów       |
| Gmina Wiązowna         | rural        | 102,1            | 9 890             | Wiązowna         |
| Gmina Kołbiel          | rural        | 106,4            | 7 980             | Kołbiel          |
| Gmina Sobienie-Jeziory | rural        | 97,4             | 6 229             | Sobienie-Jeziory |
| Gmina Osieck           | rural        | 67,5             | 3 436             | Osieck           |

## Démographie
Données du 31 décembre 2012:
| Description | Total   | Total | Femmes | Femmes | Hommes | Hommes |
| ----------- | ------- | ----- | ------ | ------ | ------ | ------ |
| Unité       | Nombre  | %     | Nombre | %      | Nombre | %      |
| Population  | 121 977 | 100   | 63 643 | 52,18  | 58 334 | 47,82  |
| Urbain      | 75 068  | 61,54 | 39 711 | 32,56  | 35 357 | 28,99  |
| Rural       | 46 909  | 38,46 | 23 932 | 19,62  | 22 977 | 18,84  |

## Histoire
De 1975 à 1998, les différents gminy du powiat actuel appartenaient administrativement à la Voïvodie de Varsovie et de la Voïvodie de Siedlce.